# Tipula wardi
Tipula wardi är en tvåvingeart som beskrevs av Edwards 1928. Tipula wardi ingår i släktet Tipula och familjen storharkrankar. Inga underarter finns listade i Catalogue of Life.